# Archidiocèse de Guadalajara
Ne doit pas être confondu avec Diocèse de Sigüenza-Guadalajara.
L'archidiocèse de Guadalajara (en latin : Archidioecesis Guadalaiarensis ; en espagnol : Arquidiócesis de Guadalajara) est un archidiocèse métropolitain de l'Église catholique du Mexique.

## Territoire
Il comprend 41 municipalités de l'État de Jalisco et la municipalité de La Yesca de l'État de Nayarit ce qui représente un territoire d'une superficie de 20 827 km2 divisé en 493 paroisses.
Le siège archiépiscopal est dans la ville de Guadalajara où se trouve la cathédrale-basilique de l'Assomption-de-Marie (es) et la basilique de Saint-Philippe Neri. La basilique Notre-Dame de Zapopan (es) est un lieu de pèlerinage à la Vierge.

## Historique
Le diocèse de Compostela en Nouvelle-Galice est érigé le 13 juillet 1548 par la bulle Super specula du pape Paul III en prenant une partie du territoire du diocèse de Michoacán (aujourd'hui archidiocèse de Morelia). Le siège épiscopal est d’abord à Compostela qui est la 1re capitale de Nouvelle-Galice. Le siège du diocèse est transféré à Guadalajara en 1560qui devient la nouvelle capitale de Nouvelle-Galice la même année.
Du XVIIe et XIXe siècles, il cède à plusieurs reprises du territoire pour l'érection de nouveaux diocèses : le 11 octobre 1620 pour le diocèse de la Nouvelle-Biscaye (aujourd'hui archidiocèse de Durango), le 15 décembre 1777 pour le diocèse de Linares o Nuevo León (aujourd'hui archidiocèse de Monterrey), le 31 août 1854 pour le diocèse de San Luis Potosí (aujourd'hui archidiocèse de San Luis Potosí)et le 26 janvier 1863 pour le diocèse de Zacatecas; le même jour, il est élevé au rang d'archidiocèse métropolitain par la bulle Romana Ecclesia du pape Pie IX avec pour suffragants les diocèses de Linares, Durango et Sonora (aujourd'hui archidiocèse de Hermosillo).
Il cède encore du territoire au XIXe et XXe siècles pour la création de nouveaux diocèses : le 11 décembre 1881 pour le diocèse de Colima, le 23 juin 1891 pour le diocèse de Tepic, le 27 août 1899 pour le diocèse d'Aguascalientes, le 28 janvier 1961 pour le diocèse d'Autlánet le 25 mars 1972 pour les diocèses de Ciudad Guzmán et San Juan de los Lagos.
Par la lettre apostolique Antiquis a temporibu du 12 octobre 1989, le pape Jean-Paul II confirme que la Vierge Marie, vénérée sous le vocable de Notre-Dame de Zapopan est la patronne principale du diocèse.
Le cardinal Posadas Ocampo est assassiné le 24 mai 1993 à l'aéroport international de Guadalajara par des membres du cartel de Tijuana à cause de sa lutte contre le trafic de drogue.

## Évêques et archevêques
- Liste des évêques et archevêques de Guadalajara